# غابة قديمة

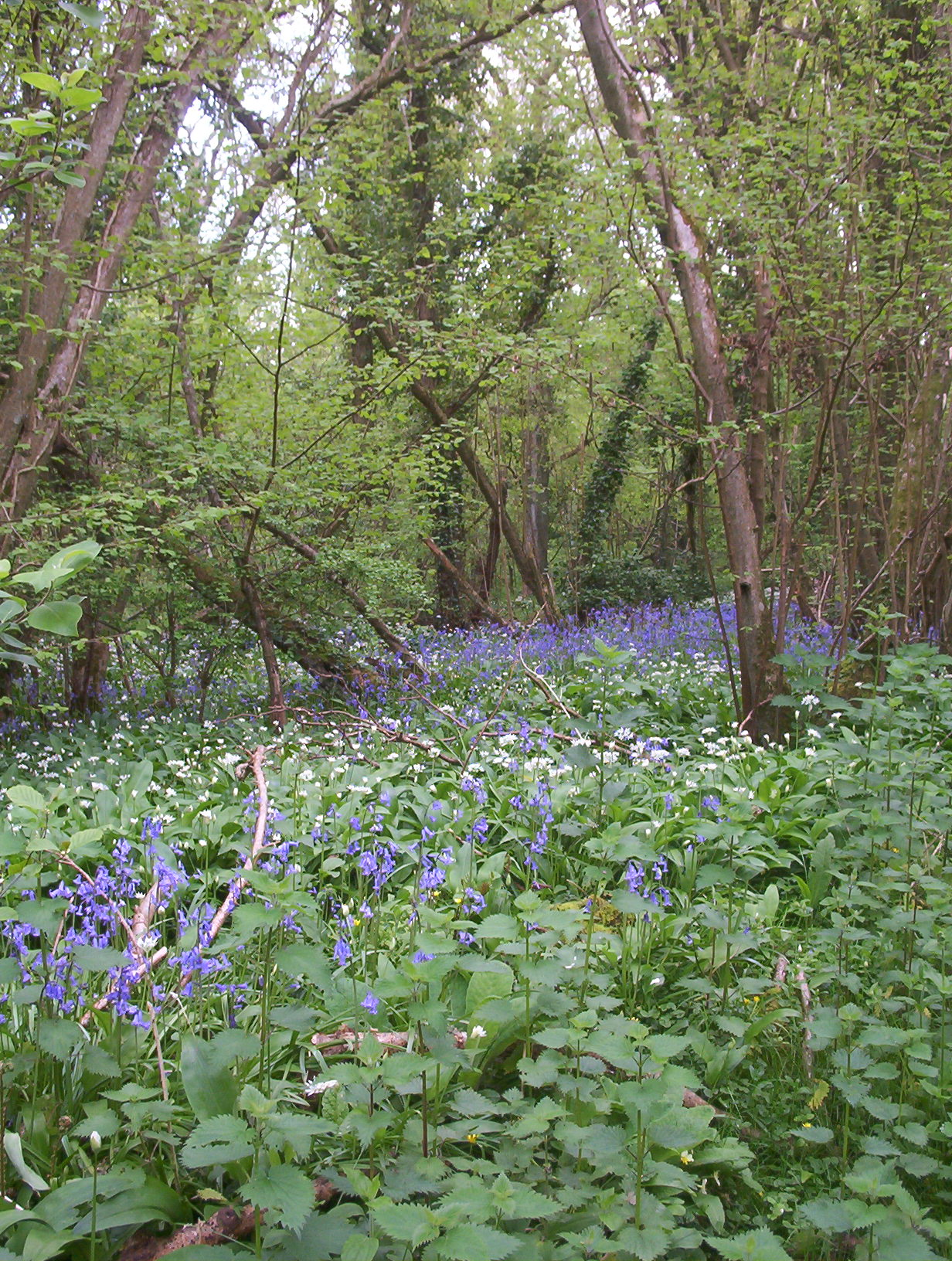
غابة قديمة في مدينة برادينج، جزيرة وايت، إنجلترا تحتوي على زهور الجريس (زهور زرقاء، هياسينثويدس نان سكريبتا) وثوب الدب (زهور بيضاء، آليوم أرسنوم وأشجار البندق (كوريلوس أفيينا)

توفر مواقع الغابات القديمة الموطن الوحيد لأنواع عديدة من الحيوانات والنباتات، وبالنسبة للعديد من الحيوانات والنباتات الأخرى، تكون ظروف هذه المواقع مناسبة أكثر بكثير من مواقع أخرى. ويستوطن الغابات القديمة في المملكة المتحدة، مثل الغابة المطيرة في المناطق الاستوائية، أنواع نادرة ومهددة بالانقراض أكثر من أي موطن آخر في المملكة المتحدة. ولهذه الأسباب، كثيرًا ما توصف الغابة القديمة بأنها مصدر لا يعوض، أو «رأس مال طبيعي حرج».
وهو مصطلح يستخدم في المملكة المتحدة « old forest » للإشارة بشكل خاص إلى الغابة التي وجدت بشكل دائم منذ عام 1600 أو قبله في إنجلترا وويلز (أو 1750 في اسكتلندا). قبل هذه التواريخ، لم تكن زراعة غابات جديدة أمرًا منتشرًا، ولذلك فإن الغابات التي كانت موجودة في عام 1600 من المحتمل أنها نبتت بصورة طبيعية. والمصطلح الأمريكي المقابل هو «غابة بكر». كانت تحدد الغابات القديمة رسميًا على الخرائط من قِبل هيئة ناشرال إنجلاند (Natural England) والهيئات المماثلة. وتحظى العديد من الغابات القديمة بأنواع مختلفة من الحماية القانونية، ولكن ليس الوضع التلقائي أن تحظى أي غابة قديمة بالحماية.

## الخصائص
يتضمن تعريف الغابة القديمة العديد من الأنواع الفرعية. تتألف الغابة شبه الطبيعية القديمة (ASNW) من أنواع محلية من الأشجار التي من الواضح أنها لم تُزرع، وكثيرًا ما تظل معالم الغابة القديمة ثابتة في العديد من هذه الغابات أيضًا، بما فيها الحياة البرية النوعية والمنشآت ذات الأهمية الأثرية.
يطلق على الأنواع التي تميز بصورة خاصة مواقع الغابات القديمة الأنواع المؤشرة على الغابات القديمة (AWI)، والتي تمثل نوعًا من المؤشر الإيكولوجي. ويبدو أن المصطلح ينطبق بشكل أكثر نفعًا على التجفف-أنواع النباتات الحساسة، وخصوصًا الأشنات والنباتات اللاوعائية، عن الحيوانات؛ حيث أنها أكثر بطئًا في استعمار الغابات المزروعة، وبالتالي تعتبر مؤشرات أكثر موثوقية لمواقع الغابات القديمة. بالإضافة إلى أن تسلسل تحليل اللقاح يمثل مؤشرًا على استمرارية الغابة.
وضع قوائم بأنواع النباتات الوعائية التي تمثل مؤشرًا على الغابات القديمة مجلس المحافظة على الطبيعة (حاليًا ناشرال إنجلاند) لكل منطقة في إنجلترا؛ حيث تضمنت كل قائمة الأنواع المئة من المؤشرات الأكثر موثوقية في تلك المنطقة. تضمنت المنهجية دراسة مجموعة النباتات في مواقع غابات معروفة وتحليل أنماط الظهور لتحديد الأنواع التي كانت أكثر دلالية على مواقع تعود إلى ما قبل عام 1600. وبالرغم من أن الأنواع المؤشرة على الغابات القديمة، يمكن أن، بل وبالفعل، تظهر في غابات ما بعد عام 1600، وكذلك في مواقع غير الغابات، مثل السياجات، ومن غير الشائع لموقع ليس بغابة قديمة أن يستضيف إجمالي نوعين من الأنواع التي تمثل مؤشرًا على الغابات القديمة.

## معلومات تاريخية
كانت الغابات القديمة ممتلكات ذات قيمة كبيرة جدًا لأصحابها، كمصدر للوقود الخشبي والخشب (الاحتطاب والتقضيب) والعلف للخنازير (إطلاق الخنازير الأليفة في الغابات). وكانت تزرع أشجار البندق من أجل الخيس، مثلاً الغصون المستخدمة في اللغد والجصص في البناء. ويسهل التعرف على أرومات الخيس القديمة تلك بسبب حالة النمو الزائد الحالية، وذلك بسبب اختفاء هذه العادة إلى حدٍ كبير. وفي الأصل، لم يكن مصطلح «حرج» (forest) يشير فقط إلى الغابات؛ حيث تتضمن أيضًا المروج المفتوحة والهضاب المرتفعة وأي أراضٍ أخرى، داخل أو خارج ملكية حرة إقطاعية، وكانت محمية صيد خاصة للملك أو ممنوحة للنبلاء. وكثيرًا ما كانت الغابات الموجودة داخل الأحراج حدائق ملكية، تتمتع بحماية خاصة من الصيادين غير القانونيين وغيرهم من المتطفلين، وتخضع للرسوم والغرامات عندما تعبر الطرق خلالها أو عند السماح بجمع حطب الوقود أو تراخيص أخرى ممنوحة. وكانت تنفذ قوانين الغابات بصرامة شديدة من خلال تسلسل هرمي من الحراجين وحراس المتنزهات وموظفي حراسة الغابات. وفي القانون الإنجليزي، كان من غير القانوني اقتلاع أي جزء من غابة ملكية. وكان أكبر تعدٍ يمكن أن تتعرض له غابة هو الفضلات: حيث تتضمن فضلات الغابات الأشجار المقطوعة، التي يمكن أن تنمو مرة أخرى؛ ويتضمن الاقتلاع استئصال الأشجار بالكامل من غابة المنطقة المشجرة. وتميزت الغابات القديمة بأنها واضحة المعالم، ذلك أنها تكون في الغالب محاطة بضفة وقناة ترابية، بحيث يمكن التعرف عليها بسهولة. وما زالت هذه المؤشرات موجودة في العديد من الغابات القديمة. وقد جاء وصف العديد من الغابات القديمة في كتاب ونشستر، بالإضافة إلى الوثائق الأنجلو ساكسونية، وتلك كانت قيمتها العالية في المجتمعات القديمة.

## قوائم جرد الغابات القديمة
تمتد مواقع الغابات القديمة على مساحة 2 هكتار (5 أكر) ومسجلة في قوائم جرد الغابات القديمة، وقد قام بتجميعها في فترة الثمانينيات والتسعينيات مجلس المحافظة على الطبيعة في إنجلترا وويلز واسكتلندا; واحتفظت بها المؤسسات التي خلفتها في تلك الدول. ولم تكن هناك قائمة جرد في أيرلندا الشمالية حتى أكملت مؤسسة وودلاند تراست (Woodland Trust) واحدة في عام 2006.

## التناقص
تناقص غطاء الغابات القديمة في بريطانيا بشكل كبير. ومنذ فترة الثلاثينيات من القرن العشرين، تمت زراعة ما يقرب من نصف الغابات العريضة الأوراق القديمة في إنجلترا وويلز بالأشجار المخروطية أو تم قطعها لاستخدامها في الزراعة. ولم يتبق سوى 3,090 كيلومتر مربع (760,000 أكر) من الغابات شبه الطبيعية القديمة في بريطانيا، أي أقل من 20% من إجمالي منطقة الغابات. جدير بالذكر أن أكثر من ثمانية مواقع من الغابات القديمة من إجمالي عشرة مواقع في إنجلترا وويلز تبلغ مساحتها 200,000 متر مربع (49 أكر)، وتتجاوز 501 فقط مساحة 1 كيلومتر مربع (250 أكر) وأربعة عشر فقط تزيد مساحتها عن 3 كيلومتر مربع (740 أكر).

## الإدارة
تولى إدارة معظم الغابات القديمة في المملكة المتحدة البشر بطريقة ما لمئات السنين (وربما بلغت في بعض الحالات آلاف السنين). وهناك طريقتان تقليديتان هما الخيس (حصد الغابات بقطع الأشجار إلى مستوى التربة) والجمّ (حصد الغابات بمستوى ارتفاع رأس الإنسان لمنع التهام ماشية الرعي، مثل الأيل الأغصان الجديدة). وتشجع الطريقتان على تجدد نمو الغابات، بينما تسمح في الوقت نفسه بالإنتاج المستدام للأشجار والمحاصيل الأخرى للغابات. وخلال القرن العشرين، انخفض استخدام هذه الطرق التقليدية في الإدارة، بينما حدثت زيادة في الحراجة المميكنة الواسعة النطاق. ونتج عن هذه التغييرات في أساليب الإدارة تغييرات في بيئات الغابات القديمة وخسارة الغابات القديمة مقابل الحراجة.

## أمثلة
- غابة بيدجيبوري، كنت
- غابة بيرنوود، باكز وأوكسون
- غابات برادفيلد، سوفولك
- منطقة كانوك تشيس، ستافز
- متنزه تشيري تري وود، لندن
- غابة كولدفول وود، لندن
- غابات ومروج إدفورد، سومرست
- غابة إبينج، إسكس
- غابة دين غرب غلوسترشير
- غابة فوكسلي وود، نورفولك
- غابة جراس وود، وارفيدال، يوركشاير
- غابة هاتفيلد، إسكس
- غابة هازلبورو، نورثانتس، جزء من غابة ويتيلوود
- غابة هايجيت، لندن
- غابة هولينغتون
- هولت هيث، دورسيت
- غابة كينجز وود، قرية هيث وريتش، بيدز
- غابات لوار وودز، غلوسترشير
- حديقة نيو فوريست، هامبشاير
- غابة باركهيرست فوريست، جزيرة وايت
- غابات كوينز وود، لندن
- ريتون أون دانسمور|غابات ريتون وودز، ووريكشير
- غابة سالسي، نورثانتس
- غابة سيفرنيك، ويلتشير
- غابة شيروود، نوتنجهامشير
- غابة تيتنور، غرب ساسكس
- غابة فينسينتس، ويلتشير
- غابة وينتوود، مونماوثشاير
- غابة وينفيل، كمبريا
- متنزه ويندسور جريت بارك، بيركشاير
- غابة ويتيلوود، نورثانتس
- ورمشيل، كنت: غابة باروز وغابة تراندل وغابة هاي
- غابات واير على حدود شروبشاير وورسيستيرشاير
- غابة ياردلي تشيس، نورثانتس

## وصلات خارجية
- Ancient Tree Guides by the Woodland Trust